# فرانك إيفرز
فرانك إيفرز (بالإنجليزية: Frank Evers)‏ هو مسير أعمال أمريكي، ولد في 1965 في القدس في إسرائيل.